# Estación Recreo (Santa Fe)
Recreo es una estación de ferrocarril ubicada en la localidad homónima, departamento La Capital, provincia de Santa Fe, Argentina
La estación fue habilitada en 1888 por el Ferrocarril Provincial de Santa Fe.

## Servicios
Era una de las estaciones intermedias del Ramal F del Ferrocarril General Belgrano.